# An American Treasure
An American Treasure é um álbum de compilação e um box set de Tom Petty, Tom Petty and the Heartbreakers e Mudcrutch, lançado pela Reprise Records em 28 de setembro de 2018. O conjunto inclui várias músicas raras e inéditas, além de faixas de álbuns mais obscuras que mostram as composições de Petty. A maioria do conteúdo é do Heartbreakers, mas também existem várias músicas solo e algumas gravações de Mudcrutch. A recepção crítica foi positiva.

## Compilação e liberação
As gravações foram escolhidas, remixadas e remasterizadas por Mike Campbell, Adria Petty, Dana Petty, Benmont Tench e Ryan Ulyate. O objetivo do álbum na escolha das músicas era destacar faixas menos conhecidas e escolher músicas que o próprio Petty preferiria.
A filha de Petty, Adria, fez um videoclipe promocional para a faixa "Keep a Little Soul" usando filmes caseiros.

## Recepção
O conjunto da caixa possui 86 em 100 no Metacritic, indicando aclamação universal. Ao escrever para o Uproxx, Steven Hyden chamou a compilação de "especialmente refrescante" por se concentrar em gravações alternativas e em músicas mais obscuras do catálogo de Petty, resumindo como "uma introdução surpreendentemente boa para os neófitos, independentemente da escassez de hits". Stephen Thomas Erlewine, da AllMusic, deu à compilação 4,5 de cinco estrelas, escrevendo: "esta caixa termina como uma homenagem a um roqueiro cujo toque era tão casual que ele pode ser facilmente cedido, mas quando seu trabalho é visto como um todo, ele parece um gigante ".

## Lista de músicas
Todas as faixas escritas por Tom Petty, exceto onde indicado. 

### Versão padrão
A versão padrão do An American Treasure apresenta 26 músicas distribuídas igualmente em dois CDs. 
Disco um
1. "Rockin 'Around (With You)" (Mike Campbell, Tom Petty) (Tom Petty and the Heartbreakers, 1976) - 2:19
2. "Anything That's Rock ‘n Roll" (ao vivo no Capitol Studios, Hollywood, Califórnia, 11 de novembro de 1977) - 3:37
3. "Listen to Her Heart" (ao vivo no Capitol Studios, Hollywood, Califórnia, 11 de novembro de 1977) - 3:19
4. "Louisiana Rain" (versão alternativa, 1979)   - 5:04
5. "Here Comes My Girl" (versão alternativa, 1979) - 4:57
6. "King's Road" (ao vivo no The Forum, Inglewood, Califórnia, 28 de junho de 1981) - 5:13
7. "Keep a Little Soul" (outtake de Long After Dark, 1982) - 3:08
8. "Straight into Darkness" (versão alternativa, 1982) - 4:29
9. "Don't Treat Me Like a Stranger" (lado B de "I Won't Back Down", 1989) - 3:05
10. "Rebels" (versão alternativa, 1985) - 5:18
11. "You’re Gonna Get It" (versão alternativa com cordas, 1978) - 3:14
12. "Walkin’ from the Fire" (captação de Southern Accents, 1984) - 4:44
13. "The Best of Everything" (versão alternativa, 1985) - 4:02

Disco dois
1. "I Won't Back Down" (ao vivo no The Fillmore, São Francisco, Califórnia, 4 de fevereiro de 1997) - 3:39
2. "Two Gunslingers" (ao vivo no The Beacon Theatre, Nova York, Nova York, 25 de maio de 2013) - 3:50
3. "Crawling Back to You" (faixa solo de Tom Petty, Wildflowers, 1994) - 5:02
4. "Wake Up Time" (faixa solo de Tom Petty, tomada alternativa de Wildflowers, 1992) - 5:30
5. "Accused of Love" (Echo, 1999) - 2:44
6. "Gainesville" (outtake de Echo, 1998) - 4:05
7. "You and Me" (versão clubhouse, 2007) - 3:13
8. "Like a Diamond" (versão alternativa, 2002) - 4:15
9. "Southern Accents" (ao vivo no Stephen C. O'Connell Center, Gainesville, Flórida, 21 de setembro de 2006) - 5:02
10. "Insider" (ao vivo no O'Connell Center, Gainesville, Flórida, 21 de setembro de 2006) - 4:56
11. "Something Good Coming" (Mojo, 2010) - 4:10
12. "Have Love Will Travel" (The Last DJ, 2002) - 4:05
13. "Hungry No More" (ao vivo no House of Blues, Boston, Massachusetts, 15 de junho de 2016) - 7:17

### versão deluxe
A versão deluxe de An American Treasure apresenta 63 músicas distribuídas em quatro CDs e também está disponível em vinil como um conjunto de seis LPs. 
Disco um
1. "Surrender" (outtake de Tom Petty e os Heartbreakers, 1976) - 3:18
2. "Listen to Her Heart" (ao vivo no Capitol Studios, Hollywood, Califórnia, 11 de novembro de 1977) - 3:19
3. "Anything That's Rock ‘n Roll" (ao vivo no Capitol Studios, Hollywood, Califórnia, 11 de novembro de 1977) - 3:37
4. "When the Time Comes" (You’re Gonna Get It!, 1978) - 3:04
5. "You’re Gonna Get It" (versão alternativa com cordas, 1978) - 3:14
6. Radio promotion spot, 1977 - 0:27
7. "Rockin 'Around (With You)" (Mike Campbell, Tom Petty) (Tom Petty and the Heartbreakers, 1976) - 2:19
8. "Fooled Again (I Don't Like It)" (versão alternativa, 1976) - 4:10
9. "Breakdown" (ao vivo no Capitol Studios, Hollywood, Califórnia, 11 de novembro de 1977) - 5:21
10. "The Wild One, Forever" (Tom Petty and the Heartbreakers, 1976) - 3:00
11. "No Second Thoughts" (You’re Gonna Get It!, 1978) - 2:39
12. "Here Comes My Girl" (versão alternativa, 1979) - 4:57
13. "What Are You Doing in My Life" (versão alternativa, 1979) - 3:30
14. "Louisiana Rain" (versão alternativa, 1979) - 5:04
15. "Lost in Your Eyes" (interpretado por Mudcrutch, 1974) - 4:47

Disco dois
1. "Keep a Little Soul" (peça de Long After Dark, 1982) - 3:08
2. "Even the Losers" (ao vivo no Rochester Community War Memorial, Rochester, Nova York, 1989) - 3:31
3. "Keeping Me Alive" (peça de Long After Dark, 1982) - 3:17
4. "Don't Treat Me Like a Stranger" (lado B de "I Won't Back Down", 1989) - 3:05
5. "The Apartment Song" (gravação demo, 1984)   - 2:34
6. Introdução do concerto de Kareem Abdul-Jabbar, The Forum, Inglewood, Califórnia, 28 de junho de 1981 - 0:10
7. "King's Road" (ao vivo no The Forum, Inglewood, Califórnia, 28 de junho de 1981)   - 5:13
8. Clear the aisles (anúncio do concerto de Tom Petty, The Forum, Inglewood, Califórnia, 28 de junho de 1981) - 0:16
9. "Woman in Love (It's Not Me)" (ao vivo no Fórum, Inglewood, Califórnia, 28 de junho de 1981) - 5:51
10. "Straight into Darkness" (versão alternativa, 1982) - 4:29
11. "You Can Still Change Your Mind" (Hard Promises, 1981) - 4:01
12. "Rebels" (versão alternativa, 1985) - 5:18
13. "Deliver Me" (versão alternativa, 1982) - 3:55
14. "Alright for Now" (faixa solo de Tom Petty de Full Moon Fever, 1989) - 2:00
15. "The Damage You’ve Done" (versão alternativa, 1987) - 3:59
16. "The Best of Everything" (versão alternativa, 1985) - 4:02
17. "Walkin’ from the Fire" (outtake de Southern Accents, 1984) - 4:44
18. "King of the Hill" (tomada inicial, 1987) - 4:00

Disco três
1. "I Won't Back Down" (ao vivo no The Fillmore, São Francisco, Califórnia, 4 de fevereiro de 1997)   - 3:39
2. "Gainesville" (peça de Echo, 1998)   - 4:05
3. "You and I Will Meet Again" (faixa solo de Tom Petty de Into the Great Wide Open, 1991)   - 3:38
4. "Into the Great Wide Open" (ao vivo no Oakland-Alameda County Coliseum Arena, 24 de novembro de 1991)   - 4:15
5. "Two Gunslingers" (ao vivo no The Beacon Theatre, Nova York, Nova York, 25 de maio de 2013)   - 3:50
6. "Lonesome Dave" (faixa solo de Tom Petty, saída de Wildflowers, 1993)   - 3:40
7. "To Find a Friend" (faixa solo de Tom Petty, Wildflowers, 1994)   - 3:19
8. "Crawling Back to You" (faixa solo de Tom Petty, Wildflowers, 1994)   - 5:02
9. "Wake Up Time" (faixa solo de Tom Petty, tomada alternativa de Wildflowers, 1992)   - 5:30
10. "Grew Up Fast" (músicas e músicas de "She's the One", 1996)   - 5:05
11. "I Don't Belong" (peça de Echo, 1998)   - 2:54
12. "Accused of Love" (Echo, 1999)   - 2:44
13. "Lonesome Sundown" ( Echo, 1999)   - 4:31
14. "Don't Fade on Me" (faixa solo de Tom Petty, tomada alternativa de Wildflowers, 1994)   - 4:28

Disco quatro
1. "You and Me" (versão clubhouse, 2007)   - 3:13
2. "Have Love Will Travel" ( O Último DJ, 2002)   - 4:05
3. "Money Becomes King" ( The Last DJ, 2002)   - 5:11
4. "Bus to Tampa Bay" (captura de Hypnotic Eye, 2011)   - 2:55
5. "Saving Grace" (ao vivo no Malibu Performing Arts Center, Malibu, Califórnia, 26 de julho de 2006)   - 3:30
6. "Down South" ( Highway Companion, 2006)   - 3:25
7. "Southern Accents" (ao vivo no Stephen C. O'Connell Center, Gainesville, Flórida, 21 de setembro de 2006)   - 5:02
8. "Insider" (ao vivo no O'Connell Center, Gainesville, Flórida, 21 de setembro de 2006)   - 4:56
9. "Two Men Talking" (peça de Hypnotic Eye, 2012)   - 6:53
10. "Fault Lines" (Hypnotic Eye, 2014) - 4:28
11. "Sins of My Youth" (captura inicial, 2012)   - 3:39
12. "Good Enough" (versão alternativa, 2012)   - 5:48
13. "Something Good Coming" ( Mojo, 2010)   - 4:10
14. "Save Your Water" (interpretado por Mudcrutch, de Mudcrutch 2, 2016)   - 3:17
15. "Like a Diamond" (versão alternativa, 2002)   - 4:15
16. "Hungry No More" (ao vivo no House of Blues, Boston, Massachusetts, 15 de junho de 2016)   - 7:17

## Pessoal
Tom Petty and the Heartbreakers
- Ron Blair - baixo, vocais de fundo (1976–1982, 2002–2017)
- Mike Campbell - guitarra, baixo
- Howie Epstein - baixo, guitarra rítmica, vocais de apoio (1982-2002)
- Steve Ferrone - bateria (1994-2017)
- Stan Lynch - bateria, vocais de fundo (1976-1994)
- Tom Petty - vocais principais, guitarra rítmica (1976–1991, 2002–2017), guitarra principal (1992–2017), baixo, gaita, gaita, teclados, ukulele
- Benmont Tench   - teclados, vocais de apoio
- Scott Thurston   - guitarra, teclados, gaita, baixo, vocais de apoio (1991-2017)

Mudcrutch
- Mike Campbell  - guitarra, vocal de apoio
- Tom Leadon - guitarra rítmica, vocais de fundo
- Randall Marsh - bateria
- Tom Petty - vocal, guitarra baixo, guitarra
- Danny Roberts - baixo, vocal de apoio
- Benmont Tench - teclados, vocais de apoio

Músicos adicionais
- Kareem Abdul-Jabbar - introdução ao concerto
- Jeff Lynne - vocais de apoio, baixo, teclados em "Down South"
- Roger McGuinn - guitarra, vocais em "King of the Hill"
- Stevie Nicks - vocais em "The Apartment Song" e "Insider"
- Ringo Starr - bateria em "To Find a Friend"

Produção
- Chris Bellman  - masterização
- Nicholas Dawidoff  - anotações
- Shepard Fairey  - Arte de capa
- Mark Seliger  - fotografia
- Ryan Ulyate  - mixagem